# یوهانس فابریسیوس
یوهانس فابریسیوس (آلمانی: Johann Fabricius; ۸ ژانویهٔ ۱۵۸۷ – ۱۹ مارس ۱۶۱۶) پسر بزرگ دیوید فابریسیوس (۱۵۶۴–۱۶۱۷)، اخترشناس فریسی / آلمانی و کشف کنندهٔ لکه‌های خورشیدی (در سال ۱۶۱۰)، مستقل از کارهای گالیلئو گالیله بود.

## زندگی‌نامه
یوهانس در رسترهایف در (فریسلند خاوری) متولد شد. او در دانشگاه هلسدت، دانشگاه ویتنبرگ تحصیل کرد و در سال ۱۶۱۱ از دانشگاه لیدن فارغ‌التحصیل شد. در بازگشت از دانشگاه در هلند او با تلسکوپی بازگشت که او و پدرش آن را به‌سوی خورشید گرفتند. علی‌رغم مشکلات مشاهدهٔ مستقیم خورشید، آن‌ها به‌وجود لکه‌های خورشیدی اشاره کرده‌اند، که اولین مورد تأیید مشاهدهٔ آن‌ها است (اگر چه در سالنامه‌های شرق آسیا یا بیان نامشخص نشان می‌دهند که اخترشناسان چینی و کرهای ممکن است آن‌ها را با چشم غیر مسلح قبلاً کشف کرده‌باشند و یوهانس فابریسیوس خود ممکن است چند سال پیش از آن بدون تلسکوپ متوجه وجود آن‌ها شده‌باشد). یوهانس اولین بار در ۲۷ فوریه ۱۶۱۱ در ویتنبرگ لکهٔ خورشیدی را مشاهده کرد. در آن سال، او نتیجهٔ مشاهدات خود را در مقالهٔ ۲۲ صفحه‌ای خود؛ (توصیف لکه‌های مشاهده شده در خورشید و چرخش ظاهری آن‌ها با خورشید)، منتشر کرد که در مجلهٔ سُول (Sole) انتشار یافته‌است. این اولین جستار انتشار یافته در مورد لکه‌های خورشیدی بود.